# العشوة (السبرة)

تعديل مصدري - تعديل

العشوة هي إحدى قرى عزلة التربة بمديرية السبرة التابعة لمحافظة إب، بلغ تعداد سكانها 95 نسمة حسب تعداد اليمن لعام 2004.